# 朝川優
朝川 優（あさかわ ゆう、1986年7月23日 - ）は、日本の俳優。青森県青森市出身。妻は女優の亀井理那（2024年5月16日結婚）。義姉は元モーニング娘。の亀井絵里。

## 略歴
2009年
- 『20世紀少年 最終章 ぼくらの旗』で俳優デビュー。
- 6月4日放送読売テレビ制作・日本テレビ系列の木曜ナイトドラマ『LOVE GAME』にて初ドラマ出演。

2010年
- SDガンダム BB戦士20周年記念作品アニメ『SDガンダム三国伝 BraveBattleWarriors』にて孫タイガ役で約1年間ケロケロエース誌面と全国各地で行われていたイベントに登場し続ける。パートナーガンダムは静かなる猛虎、孫権ガンダム（ガンダムGP03）である。担当カラーは黄色。

2011年
- 目黒雅叙園が企画して行われたイベント、假屋崎省吾と選ぶ第1回ミスター花婿コンテストで準グランプリを受賞。モデルとしても活動を開始。
- ゼクシィnet「プラチナ男子物語」にて初主演。
- 芸名を本名の佐藤 晃平（さとう こうへい）から朝川 優へ改名。

2013年
- 劇団アボガドカフェ第3期メンバーに加入、築地ブティストホールで公演された『サキガケマン』にて初舞台出演。

2014年
- 舞台『あなたと住むなら-東京タワー編-』出演。後にプライベートでも親しくしている河合龍之介と初共演。
- 舞台『男おいらん』にて初BL作品、初遊女役を披露。
- 舞台『本能のイノベーション』出演。

2015年
- 舞台『ヘルメスの媚薬』出演。
- 舞台『mistake〜カルミア島殺人事件』（SPIRAL CHARIOTS）出演。

2016年
- 朝川優初プロジェクトとなる『一人芝居』にチャレンジ。
- 舞台『変幻拍士』出演。

2017年
- 第2弾プロジェクトGahornzを樽田泰弘、NAOKYと三人でスタート。
- 舞台『弁当屋の四兄弟』出演。

2018年
- Gahornz初番外公演を河合龍之介主催の企画『RYU'S BAR』にて行う。

## 人物
- 趣味はカメラ撮影。過去にカメラマンアシスタントをしていたほど。
- 特技は水泳と水球。
- 大のアメコミとディズニー好きと公言している。中でもスパイダーマンが好き。
- 何かを創ることが好きらしく、一度ハマるととことん突き詰めたくなる性格（インタビュー談）
- 好きなファッションブランドはPaul Smithなどの英国ブランド。ジャケットやシャツなど綺麗めな格好をする事が多い。

## 出演作品

### テレビドラマ
- 木曜ナイトドラマ『LOVE GAME』 第7話（2009年6月4日、日本テレビ） - 拓也　役
- 仮面ライダーオーズ/OOO　第43話（2009年7月24日） - 青年　役

### 映画
- パッチギ! LOVE&PEACE（2007年5月19日公開）
- 20世紀少年 最終章 ぼくらの旗（2009年8月29日公開） - 氷の女王一派　役
- ソラニン（2010年4月3日公開） - 大学生 役

### ショートムービー
- バンタン映像学園 短編映画『愛、成長のテーマ』 - 田中拓也 役（主演） ※コンクール審査員特別賞受賞
- ゼクシィプラチナ男子物語（2011年） - 大介　役（主演）

### CM
- カンロのど飴

### 舞台
- 劇団アボガドカフェ第三期一回公演『サキガケマン』（脚本・演出：服部整治、築地ブティストホール） - 県幸三　役
- 明るい介護ファミリー『モリモリ父ちゃん』（脚本・演出：山添ヒロユキ、しもきた空間リバティー）- 息子　役
- 『あなたと住むなら』〜東京タワー編〜（脚本：落合隆/演出：井坂聡、筑地ブティストホール） - 小野田実　役
- 『男おいらん』華組（原作：内藤みか/脚本・演出：三浦祐介、笹塚ファクトリー） - 千早　役
- 『人狼の王子様』（脚本・演出：松村久武、戸野廣浩司記念劇場） - フェルナンド　役
- 『人狼の王子様2nd season』（脚本・演出：松村久武、上野ストアハウス） - フェルナンド　役
- 劇団たいしゅう小説家Presen's『本能のイノベーション』（脚本・演出：井上テテ、大塚萬劇場） - 古田天馬　役
- 『ヘルメスの媚薬』（脚本：柳井祥緒/演出：三浦祐介、新宿眼科画廊） - 日向直樹　役
- 社会貢献ミュージカル振興会『虹色の子どもたち』（原作：かわしま哲子/脚本：米田慎哉/演出：浅野泰徳、コール田無） - 教師/石上様　役
- SPIRAL CHARIOTS公演『mistake-カルミア島殺人事件-』（脚本・演出：服部整治、ウッディシアター中目黒）
- 『アプリの王子様〜恋愛シミュレーション編ver.2.1』（脚本・演出：高橋優太、アクアスタジオ） - マネージャー　役
- 『Sing Equally Under The Sky』（脚本・演出：佐藤信也、横浜O-SITE） - 橘ジャック　役
- 朝川優プロジェクト第一弾『一人芝居』（脚本提供：三浦祐介・岸野聡子/演出：朝川優)
- 劇団マカリスター第二回公演『変幻拍士』（脚本・演出：井上テテ、シアター711） - 船井　役
- 朝川優プロジェクト第二弾Gahornz Act.1『One 偽りと誠、テレビ出過ぎじゃないですか？』（脚本・演出：東京コウ塀、早稲田Re：sカフェ）
- Gahornz Act.2『わたしがやりました〜Episode2〜」（脚本：東京コウ塀/演出：向井康記、エリア543） - 山田　役
- Gahornz Act.3『ヒミツ』（脚本・演出：岸野聡子、八丁堀studio） - 梶　役
- 『弁当屋の四兄弟』（脚本・演出：澁谷光平、シアター711） - 源龍盛　役
- Gahornz Act.4『運転代行ロボット、YAYAKO4』（脚本：ニシオカ・ト・ニール/演出：向井康記、新橋studio） - 今宮健一郎　役

### その他
- ゼクシィモデル
- バンダイ三国伝Brave Battleマスター（2010年4月 - 2011年3月末） - 孫タイガ　役
- ミスター花婿コンテスト 準グランプリ受賞（2011年）
- RYU'S BAR feat.Gahornz〜A Messenger from Sunday〜（2018年5月26日）